# Den nøgne Sandhed (film fra 1915)
Den nøgne Sandhed er en amerikansk stumfilm fra 1915 af Lois Weber.

## Medvirkende
- Courtenay Foote som Gabriel.
- Myrtle Stedman.
- Herbert Standing.
- Adele Farrington.
- George Berrell.